# 米拉卡图
米拉卡图是巴西圣保罗州的一个市镇。总面积1000.736平方公里，总人口23801人，人口密度23.8人/平方公里。